# Pneuminion balfourbrownei
Pneuminion balfourbrownei är en skalbaggsart som beskrevs av Perkins 2004. Pneuminion balfourbrownei ingår i släktet Pneuminion och familjen vattenbrynsbaggar. Inga underarter finns listade i Catalogue of Life.